# Paratarbaleus spinosus
Paratarbaleus spinosus är en insektsart som först beskrevs av Willy Adolf Theodor Ramme 1930.  Paratarbaleus spinosus ingår i släktet Paratarbaleus och familjen Pyrgomorphidae. Inga underarter finns listade i Catalogue of Life.